# Condado de McLean (Dakota do Norte)
O Condado de McLean é um dos 53 condados do Estado americano da Dakota do Norte. A sede do condado é Washburn, e sua maior cidade é Washburn. O condado possui uma área de 6 030 km² (dos quais 535 km² estão cobertos por água), uma população de 9 311 habitantes, e uma densidade populacional de 1,5 hab/km² (segundo o censo nacional de 2000).